# Polyommatus candiope
Polyommatus candiope är en fjärilsart som beskrevs av Johann Andreas Benignus Bergsträsser 1779. Polyommatus candiope ingår i släktet Polyommatus och familjen juvelvingar. Inga underarter finns listade i Catalogue of Life.